# Ретюнь (Ленінградська область)
Ретюнь (рос. Ретюнь) — присілок у Лузькому районі Ленінградської області Російської Федерації.
Населення становить 1515 осіб. Належить до муніципального утворення Ретюнське сільське поселення.

## Історія
Згідно із законом від 28 вересня 2004 року № 65-оз належить до муніципального утворення Ретюнське сільське поселення.

## Населення
| 1838 | 1862 | 1958 | 1990  | 1997  | 2007  | 2010  |
| ---- | ---- | ---- | ----- | ----- | ----- | ----- |
| 275  | ↘272 | ↘167 | ↗1401 | ↗1680 | ↘1593 | ↘1515 |